# Bretter György
Bretter György (Pécs, 1932. március 21. – Budapest, 1977. november 17.) magyar esszéíró, filozófus.

## Életútja
Középiskolai tanulmányait Szatmáron, az egyetemieket a Bolyai Tudományegyetem filozófiai karán végezte. 1954-től 1958-ig az Igazság szerkesztője Kolozsvárt, majd tanársegéd a Bolyai Tudományegyetem dialektikus és történelmi materializmus tanszékén. 1957-től 1977-ig a Gheorghe Dima Zenekonzervatórium adjunktusa; 1959-től 1971-ig a Ion Andreescu Képzőművészeti Főiskolán is adott elő filozófiát; néhány évig a Babeș-Bolyai Egyetemen filozófiatörténeti szemináriumokat vezetett.
1966-tól kezdődően megjelenő esszéi és tanulmányai új színt hoztak a romániai magyar bölcseleti irodalomba. Az általános társadalmi demokratizálódás perspektívája, a klasszikus német filozófia, elsősorban Fichte és a fiatal Marx mint mérce, a militáns egzisztencializmus és az ún. reformmarxizmus: Albert Camus, Roger Garaudy, a Lukács-iskola hatásai, peremhelyzetükben a világtörténelmi távlatok, a távlatokban „a rettenetes történelmi tapasztalatok” érzékelése – íme az Ikarosz legendája (1966) és a többi mitológiai témára épülő parabola, A filozófus: Marx (1968), a Temetés Zsögödön (1968) c. írások, Bretter indulásának fő témái. Rácz Győzővel közösen írt Spéculation et connaissance c. francia nyelvű dolgozatát a Studia Universitatis Babeș-Bolyai, Series Philosophia közölte (Kolozsvár, 1968). Vörösmarty filozofikuma c. írásában (Korunk, 1970/1) költészet és bölcselet benső összefüggéseire utal.
Az itt és most logikáját és erkölcsét elemző Adalék egy hely- és időhatározó sajátosságaihoz (1971), a Hipotézis a nemzedékek kettős nyelvéről (1973), valamint más nyelvfilozófiai ihletésű írásai a magyar ideológiakritika színvonalas darabjai közé tartoznak, s látszatcselekvések helyett a tényleges változtatás igényét állították a romániai magyar filozófiai törekvések középpontjába.
A hirtelen jött halál megakadályozta életművének kiteljesedését, de utolsó éveiben írott tanulmányai, különösen az alternatívák logikájának, az ún. nem realizált alternatívák „valóságosságának” nyelvfilozófiai (Vázlat a „kijelentő mondat” filozófiájához, 1975) és történetfilozófiai (Fichte eszményi állama, 1975) összegezései sejtetni engedik az elmaradt szintézis fő irányait. A filozófia új lehetőségeit „a mi körülményeink között” tudatosító bölcsessége, a magyar filozófiai esszé legjobb hagyományait továbbvivő stílusa és nem utolsósorban erkölcsi kérlelhetetlensége így is az 1944 utáni romániai magyar filozófiai irodalom jelentős alakjává teszik.

## Fordítói és szerkesztői tevékenysége
Románból magyarra fordította D. D. Roșca Tragikus lét c. művét (1970), gondozta és bevezető tanulmánnyal látta el Lukács György (Téka 1973), Sinkó Ervin (Don Quijote útjai, Téka, 1975) és Louis Althusser (Olvassuk Marxot, Korunk Könyvek 1977) válogatott tanulmányainak romániai kiadását, valamint öt fiatal gondolkodó Szövegek és körülmények (1974) c. tanulmánygyűjteményét.

## Kötetei
- Vágyak, emberek, istenek (tanulmányok, esszék, reflexiók, 1970);
- Párbeszéd a jelennel (esszék, tanulmányok, 1973); Crez și istorie (esszék, tanulmányok Francisc Grünberg román fordításában, N. Tertulian előszavával, 1979);
- Itt és mást (Válogatott írások, Egyed Péter előszavával, 1979);
- Párbeszéd a vágyakkal (esszék, Tordai Zádor előszavával, Bp. 1979).